# Vojtěch Polák
Vojtěch Polák (* 27. června 1985 v Ostrově) je český lední hokejista. Jedná se o odchovance karlovarského hokeje. Do extraligy poprvé nastoupil v sezóně 2000/01. Na trvalo se usadil v sestavě HC Energie Karlovy Vary až v sezóně 2002/03, když ve 41 zápasech získal 16 bodů (7+9).
Ve vstupním draftu 2003, který se konal v Nashvillu se na něj dostalo ve druhém kole, jako na 36. hráče v celkovém pořadí. Mezi Evropany se zařadil na 12. místo.
V dresu se lvíčkem na prsou přesvědčil o svých kvalitách v juniorském výběru ve formaci s Petrem Vránou a Ivo Kratěnou.
Je považován za hráče s elegantním herním projevem a dobrou technikou hole. Velice dobře střílí a zejména střela zápěstím, patří k jeho silným zbraním.
V září roku 2012 podepsal kontrakt s týmem Piráti Chomutov.
- Draft NHL - 2003, Dallas Stars 36 místo.

## Hráčská kariéra
- 2000/2001 HC Energie Karlovy Vary
- 2001/2002 HC Energie Karlovy Vary
- 2002/2003 HC Energie Karlovy Vary
- 2003/2004 HC Energie Karlovy Vary, HC Sparta Praha
- 2004/2005 HC Dukla Jihlava, HC Energie Karlovy Vary
- 2005/2006 Iowa Stars AHL, Dallas Stars
- 2006/2007 Dallas Stars, Iowa Stars AHL
- 2007/2008 Iowa Stars AHL, HC Energie Karlovy Vary
- 2008/2009 HC Energie Karlovy Vary, HC Oceláři Třinec
- 2009/2010 HC Oceláři Třinec
- 2010/2011 HC Oceláři Třinec
- 2011/2012 Kloten Flyers (Švýcarsko), SCL Tigers (Švýcarsko)
- 2012/2013 Piráti Chomutov
- 2013/2014 Dinamo Riga, HC Oceláři Třinec
- 2014/2015 Tampereen Ilves (Finsko)
- 2015/2016 Hämeenlinnan Pallokerho (Finsko)
- 2016/2017 Severstal Čerepovec (Rusko)
- 2017/2018 HC Jugra Chanty-Mansijsk (Rusko)
- 2018/2019 Admiral Vladivostok (Rusko)
- 2019/2020 HC Energie Karlovy Vary [1]
- 2020/2021 HC Vítkovice Ridera, AIK IF (Švédsko)
- 2021/2022 HSC Csíkszereda (Rumunsko)